# Nekropolen von Pydna

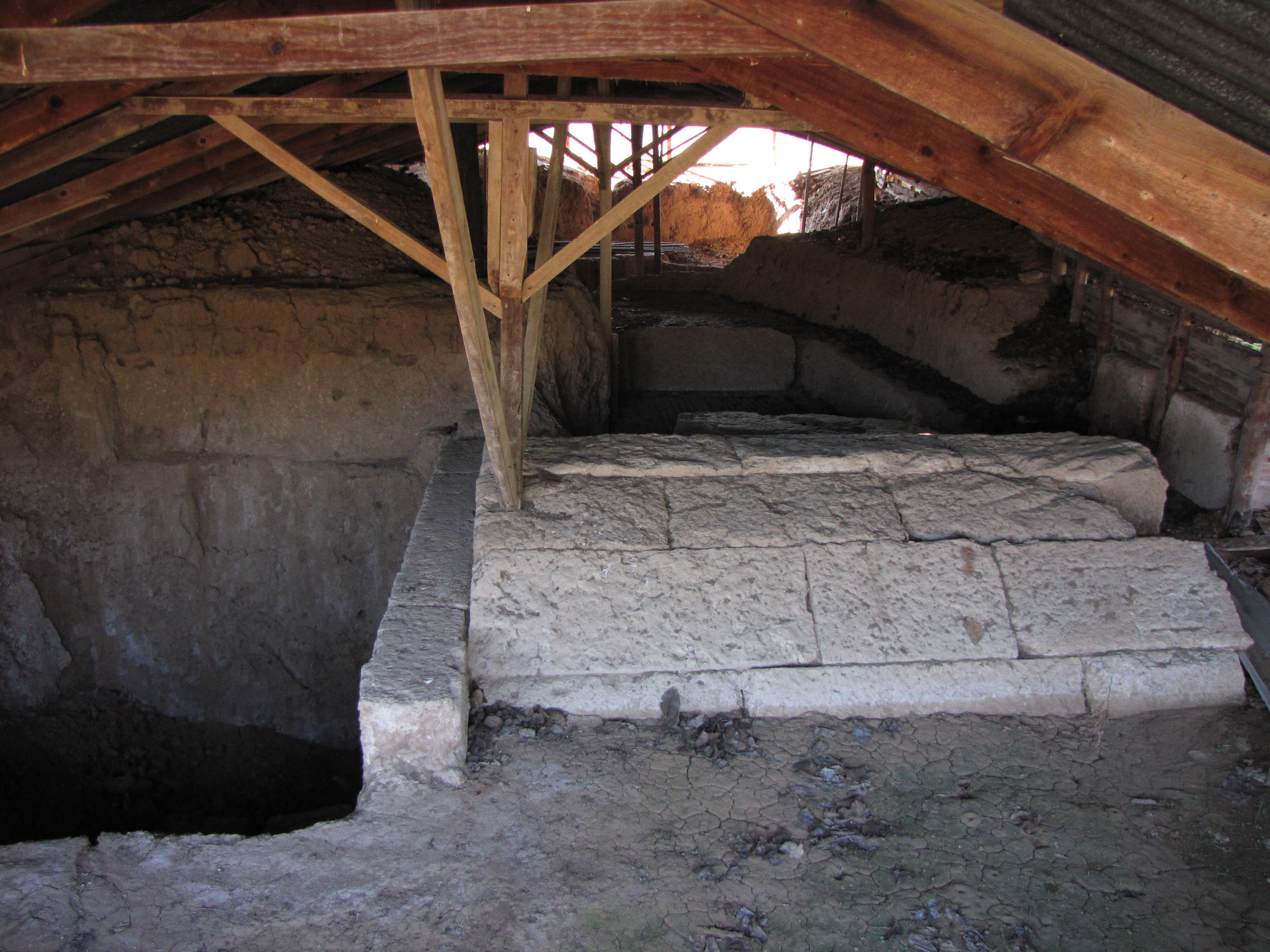
Makedonische Gräber südlich von Makrygialos

Um das antike Pydna und an der antiken Straße von Methone im Norden bis nach Dion im Süden liegen einige makedonische Gräber und die Nekropolen von Pydna. Die ältesten Gräber stammen aus der Bronzezeit, die jüngsten aus der frühen christlichen Periode. Kleinere Tumuli (Hügelgräber) wurden über die Jahrhunderte durch die starke Erosion abgetragen und sind nicht mehr sichtbar. Die meisten Grabungen mussten als Rettungsgrabungen durchgeführt werden. Die Ausgrabungen, sowohl im antiken Pydna als auch in den Nekropolen, zeigen ein Schrumpfen der Bevölkerung während der Phase der zweiten griechischen Kolonisation.

## Lage
Rund um das antike Pydna in Nordgriechenland wurden zahlreiche Gräber aus verschiedenen Zeitabschnitten entdeckt. Es handelt sich um die ausgedehnte nördliche Nekropole (Lage) und kleinere Nekropolen im Westen und Süden (Lage) sowie einzelne Gräber und Grabhügel. Gemäß den Gepflogenheiten in der Antike lagen die Friedhöfe an den Zugangsstraßen und in der Nähe der Stadttore.

## Die Gräber

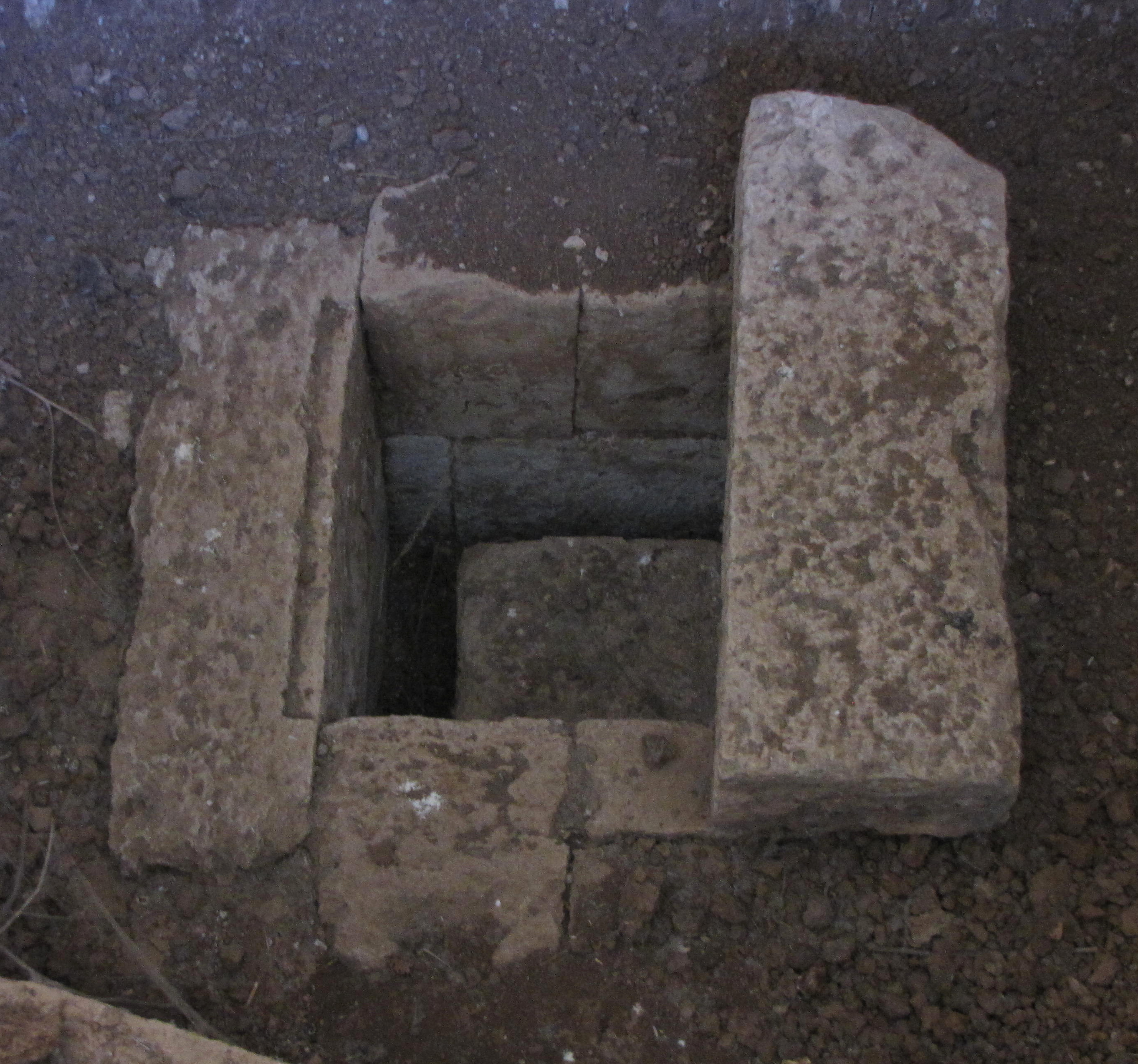
Pydna, Quadratisches Grab

In den Nekropolen lässt sich der Wandel der Art und der Riten der Bestattung über Jahrhunderte hinweg beobachten; so wurden bei den vorgefundenen Gräbern unterschiedliche Arten der Bestattung angewandt. In wenigen Fällen gab es Feuerbestattungen, in den überwiegenden Fällen Erdbestattungen. Die Toten wurden entweder direkt im Grab verbrannt oder es wurde zu diesem Zweck eine hölzerne Plattform errichtet. Kleinkinder wurden oft in haushaltsüblichen Tongefäßen beigesetzt, die zu diesem Zweck planmäßig zerbrochen und nach Einbettung des Leichnams wieder zusammengefügt wurden. In Einzelfällen wurden auch kremierte Leichname in Kupferkesseln oder Tongefäßen beigesetzt. Zur Zeit des 5. Jahrhunderts v. Chr. wurden männliche Leichname mit dem Kopf in Richtung Westen begraben, die weiblichen mit dem Kopf in Richtung Osten. In den Schädeln vieler Verstorbener fand sich der sogenannte Charonspfennig; er wurde den Toten unter die Zunge gelegt und diente zur Bezahlung des Fährmanns Charon für die Überführung in den Hades. Während der hellenistischen Zeit und der römischen Periode waren Erdbestattungen die Regel, Feuerbestattungen waren noch seltener als in der klassischen Periode. Reste von hölzernen Särgen tragen manchmal Bemalungen in den Farben Blau und Rot. Die Gräber, die aus der Mitte des 4. Jahrhunderts v. Chr. stammen, haben geringere Grabbeigaben als die Gräber, die zuvor oder danach angelegt wurden; Archäologen führen diesen Umstand auf wirtschaftlich schwierige Zeiten zurück.
Die Form der Gräber geht von einer simplen Grube über eingefasste Gräber bis hin zu makedonischen und thrakischen Grabmalen mit Dromos und mehreren Kammern; teilweise deutet die Anordnung der Gräber auf Familien-Grabstätten hin. Die aufwändigste Bauform verkörpern die monumentalen makedonischen Gräber, die zwei bedeutendsten der Umgebung befinden sich in Korinos. Die Böden der einfachen Gräber waren mit Kies oder Sand bestreut; Steinplatten oder, häufiger, da Steine in der Umgebung von Pydna selten sind, Holzbretter bildeten die Einfassungen. Einzelne quadratische Gräber zeugen davon, dass die Überreste von Verstorbenen erst später umgebettet wurden. Sechs der entdeckten Grabmale waren im mykenischen Stil errichtet, der in Pieria unüblich war.

### Grabbeigaben

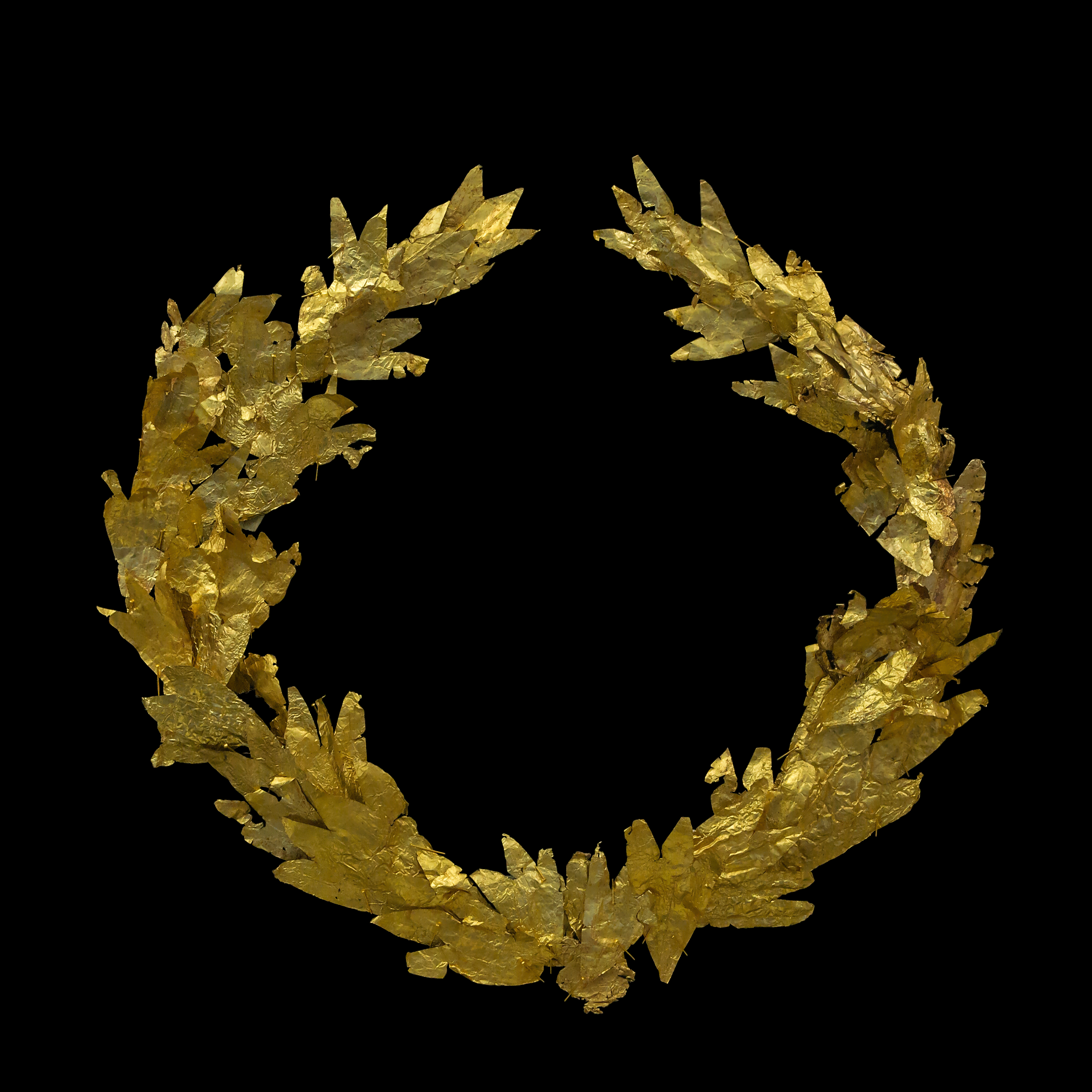
Goldener Kranz, Beispiel einer Grabbeigabe

In den Gräbern befanden sich vielfältige Grabbeigaben. Neben Tongefäßen, Schmuck, Waffen und Werkzeugen kamen auch reich geschmückte Glasgefäße zutage. Die Tongefäße wurden vorwiegend aus Attika, gelegentlich auch aus Korinth oder anderen Orten der Ägäis, importiert; einige stammen auch aus örtlicher Produktion. In Gräbern von Kindern befanden sich des Öfteren Tonfiguren. Die Schmuckstücke sind meist aus Bronze, Eisen oder Silber gefertigt, seltener fand man Schmuck aus Knochen oder Gold. In den Gräbern männlicher Verstorbener wurden manchmal Waffen als Grabbeigaben gefunden. Die kleinen Gefäße aus Glas oder Alabaster, die den Leichnamen der Frauen beigelegt wurden, sind meist in einem guten Zustand. Einige der Fundstücke werden im archäologischen Museum in Makrygialos (Lage) ausgestellt, der größte Teil befindet sich im archäologischen Museum von Thessaloniki.

## Nördliche Nekropole

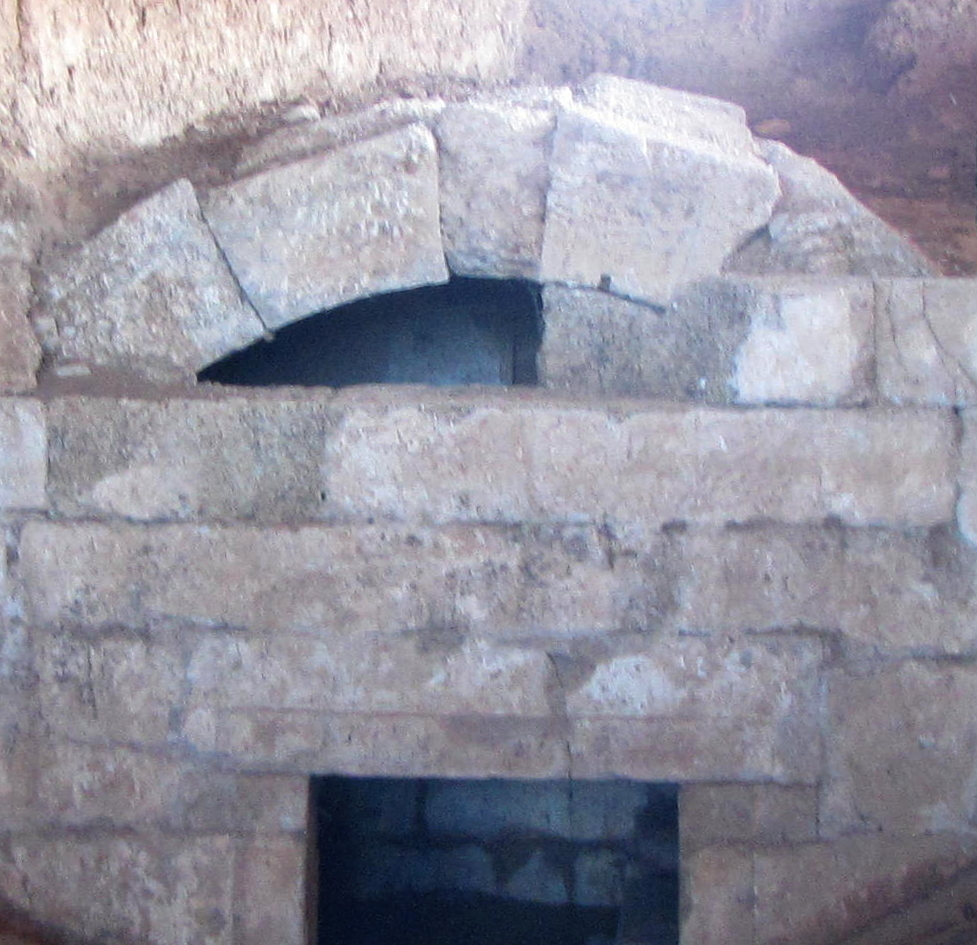
Pydna, südliche Nekropolis

An drei antiken Straßen gelegen, wurden dort bisher rund 3000 Gräber aus der klassischen und der hellenistischen Periode entdeckt; es handelt sich um die größte und am intensivsten genutzte Begräbnisstätte. Die jüngsten Gräber werden bis zum Jahr 146 v. Chr. datiert. Da die Gräber vorwiegend in landwirtschaftlich genutztem Gebiet liegen, wurden sie nach der Ausgrabung kartiert, fotografiert und, nachdem die Grabbeigaben entnommen worden waren, wieder mit Erde aufgefüllt. So kommt es, dass der überwiegende Teil der nördlichen Nekropole unsichtbar unter der Erde liegt. Die Ackerflächen werden von den Landwirten wieder zum Ackerbau benutzt. Lediglich monumentale Einzelgräber liegen noch offen, sind aber gegen Verwitterung durch eine Dachkonstruktion geschützt.
Weil es sich vom Typus her um einfache Gräber handelt, waren sie meist unberührt, als die Archäologen sie fanden. Im Gegensatz zu den makedonischen Hügelgräbern, die oft schon in der Antike geplündert wurden, waren neben den Gebeinen der Verstorbenen üblicherweise auch die Grabbeigaben vorhanden.
Ein Grabhügel, rund 500 Meter nördlich der Stadtmauer des antiken Pydna, barg Gräber aus dem 5. und des 4. Jahrhunderts v. Chr., von denen die meisten von Grabräubern verschont waren. In den Gräbern befanden sich reiche Grabbeigaben, den Frauen waren nebst wertvollen Glasgefäßen auch Gold und Silberschmuck mitgegeben worden. In den Gräbern der Männer fand man Schwerter, Lanzen, Helme und Trinkgefäße.

## Südliche Nekropole
Nahe den Salinen von Kitros liegen die Gräber der südlichen Nekropole Pydnas. Sie ist wesentlich kleiner als der nördliche Friedhof, die Gräber sind jedoch prunkvoller gestaltet. Archäologen gehen davon aus, dass dort die wohlhabenderen Bewohner Pydnas begraben wurden. Die Ausgrabungen begannen 1984 und wurden nach mehreren Pausen im Jahr 2003 beendet. Es wurden 83 Gräber freigelegt, die aber nur einen Teil der südlichen Nekropole Pydnas bilden. Die ältesten Gräber stammen aus der Zeit um 350 v. Chr., die letzten Begräbnisstätten wurden 146 v. Chr. erbaut; sie bilden somit die größte Zeitspanne der Begräbniskultur vom Aufstieg bis zum Fall des makedonischen Königreichs ab.
Die Gräber lassen sich in drei Phasen datieren:
- von 350 v. Chr. bis zu den ersten Jahren der Regentschaft des Königs Antigonus Gonatas (276 bis 239 v. Chr.). Aus dieser Zeit stammen die größten und die prunkvollsten der Gräber. Sie wurden teilweise (wahrscheinlich von Familien) über Jahrzehnte hinweg benutzt.
- vom Beginn des 3. Jahrhunderts v. Chr. an wurden makedonische Einkammergräber bevorzugt, in denen teilweise auch mehrere Personen beigesetzt wurden. Diese Bauart hielt sich bis zur ersten Hälfte des 2. Jahrhunderts v. Chr.
- ab der zweiten Hälfte des 2. Jahrhunderts v. Chr. überwogen wieder Einzelgräber.

Die meisten Gräber waren noch unberührt, innerhalb der ausgeraubten Gräber befanden sich noch nicht-metallische Gegenstände; die Grabräuber waren offensichtlich nur an den Edelmetallen (evtl. Waffen) interessiert. Bemerkenswert ist das Grab eines Arztes: Als Grabbeigaben fand man seine medizinischen Instrumente.